# BMW M Hybrid V8
La BMW M Hybrid V8 è una vettura sport prototipo progettata da BMW, secondo le normative dell'ACO categoria LMDh, che partecipa dal 2023 nel Campionato IMSA WeatherTech SportsCar.

## Storia

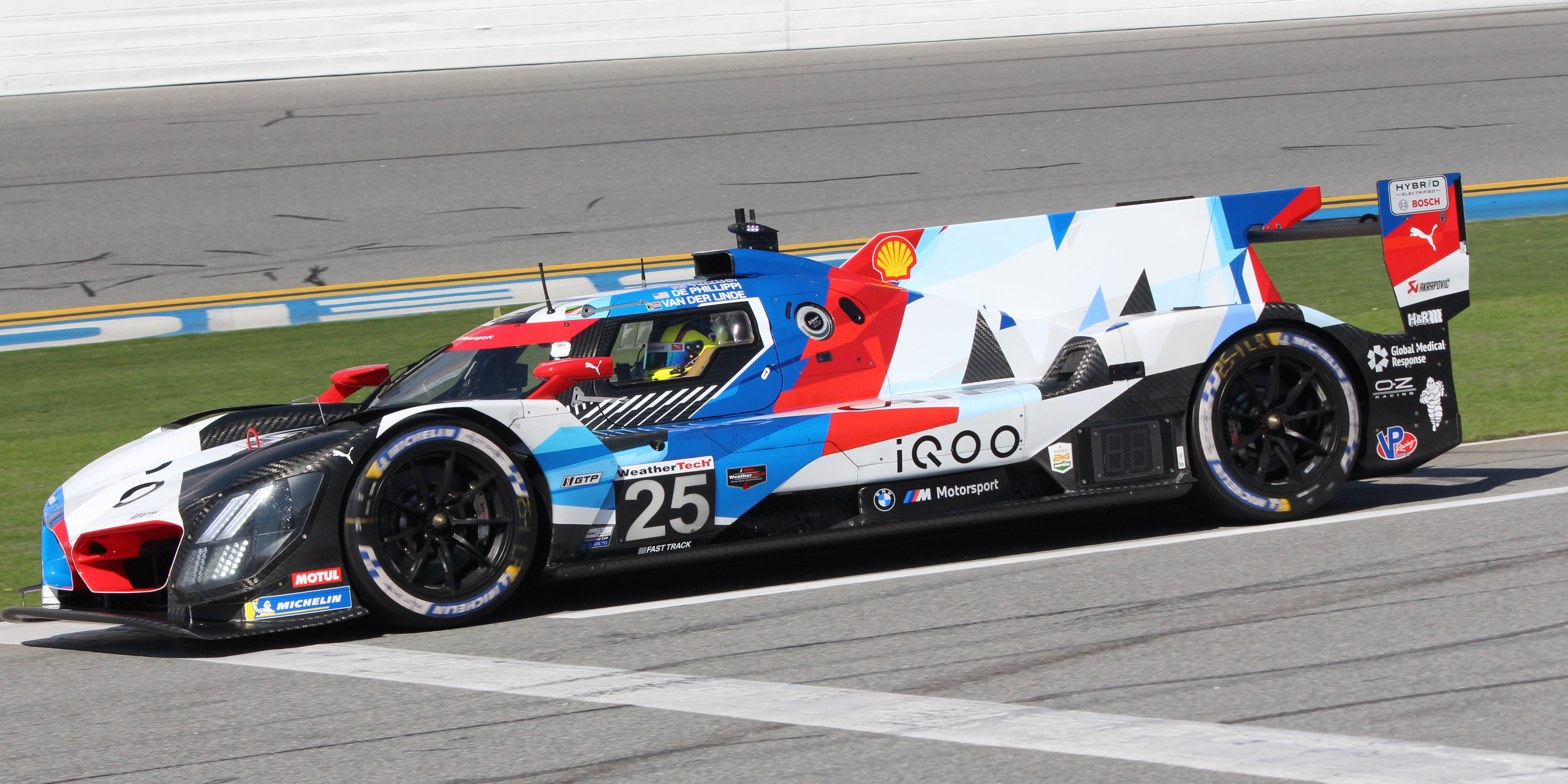
La vettura all'esordio a Daytona nel 2023

L'11 luglio del 2021, la BMW ufficializza la realizzazione del suo prototipo LMDh, tornando così nelle corse endurance dopo più di vent'anni d'assenza. Il 13 novembre dello stesso anno, viene annunciato che sarà il team Rahal Letterman Lanigan Racing a gestire il nuovo prototipo a partire dal 2023. Il 6 giugno del 2022, viene presentata ufficialmente la M Hybrid V8 in livrea mimetica. Nel Autodromo di Varano la nuova BMW esegue i primi test, in pista con i piloti Connor De Phillippi e Sheldon Van Der Linde. Ad agosto viene scelto il Team WRT per portare in pista la M Hybrid V8 nel Campionato del mondo endurance dal 2024. Nello stesso mese continuano i test, Augusto Farfus, Marco Wittmann e Nick Yelloly portano la M Hybrid V8 sul Circuito di Catalogna, mentre René Rast e Philipp Eng sul circuito di Aragón.

## Tecnica

### Motore
Nel giorno della presentazione viene svelato che il motore è un turbo V8 da 4 litri, derivato dall’unita P66 utilizzata per le vetture del DTM oltre al KERS sviluppato e realizzato da Bosch. L'accensione del motore turbo V8 denominato P66/3 abbinato all'unità elettrica è avvenuta poco dopo la presentazione è basato sull'unità aspirata P66/1 che era montata sulla M4 del DTM nel biennio 2017-2018. Il V8 è installato su un telaio monoscocca, dotato di due turbo e regolando la trasmissione.

### Telaio
Per il telaio, la casa bavarese si affida alla casa automobilistica italiana Dallara, prendendo ispirazione dalla P217, come avvenuto per la Cadillac GTP V.R.

### Aerodinamica
Sull’avantreno spicca infatti la generosa doppia griglia tipica di casa BMW, che alimenta i canali che convogliano l’aria direttamente alle prese d’aria dei radiatori laterali all’abitacolo. Mentre sul frontale, ci sono delle prese principali con due aperture minori laterali adibite al raffreddamento dell’impianto frenante, e un ulteriore condotto centrale per il ricambio d’aria nell’abitacolo. L'aerodinamica ha la tradizionale pinna stabilizzatrice e l’ala al posteriore, mentre la livrea camouflage impedisce di vedere a pieno i dettagli.

## Attività sportiva
Per il Campionato IMSA WeatherTech SportsCar il team Rahal Letterman Lanigan Racing viene scelto come team ufficiale della BMW. Per la stagione 2023 vengono scelti Connor De Phillippi, Nick Yelloly, Augusto Farfus e Philipp Eng come piloti a tempo pieno, mentre Colton Herta, Sheldon van der Linde e Marco Wittmann in supporto per le gare di durata (Endurance Cup).
Nel 2024 il Team WRT porterà nel Campionato del mondo endurance la M Hybrid V8. Come piloti sono già stati annunciati Charles Weerts, Dries Vanthoor, René Rast e Robin Frijns.

## Risultati

### Campionato IMSA
| Anno | Team           | #  | Pilota                                                              | Classe | DAY | SEB | LBH | MON | WGL | MOS | ELK | IMS | PET | Punti | Pos |
| ---- | -------------- | -- | ------------------------------------------------------------------- | ------ | --- | --- | --- | --- | --- | --- | --- | --- | --- | ----- | --- |
| 2023 | BMW M Team RLL | 24 | Philipp Eng Augusto Farfus Marco Wittmann Colton Herta              | GTP    | 6   | 8   | 4   | 5   | 8   | 8   | 9   | 10  | 8   | 2341  | 8°  |
| 2023 | BMW M Team RLL | 25 | Connor De Phillippi Nick Yelloly Sheldon van der Linde Colton Herta | GTP    | 9   | 2   | 2   | 9   | 1   | 3   | 10  | 3   | 7   | 2687  | 6°  |
| Anno | Team           | #  | Pilota                                                              | Classe | DAY | SEB | LBH | LGA | DET | WGL | ELK | IMS | ATL | Punti | Pos |
| 2024 | BMW M Team RLL | 24 | Philipp Eng Jesse Krohn Augusto Farfus Dries Vanthoor               | GTP    | 8   | 6   | 6   | 9   | 7   | 5   | 7   | 1   | 4   | 2537  | 7°  |
| 2024 | BMW M Team RLL | 25 | Connor De Phillippi Nick Yelloly Maxime Martin René Rast            | GTP    | 7   | 4   | 9   | 7   | 10  | 6   | 20  | 2   | 10  | 2392  | 8°  |

### Risultati nel WEC
| Anno | Team           | Classe   | Pilota                | #  | 1   | 2   | 3   | 4   | 5   | 6   | 7   | 8   | Punti | Pos |
| ---- | -------------- | -------- | --------------------- | -- | --- | --- | --- | --- | --- | --- | --- | --- | ----- | --- |
| 2024 | BMW M Team WRT | Hypercar |                       |    | QAT | IMO | SPA | LMN | SAO | USA | FUJ | BHR | 64    | 5°  |
| 2024 | BMW M Team WRT | Hypercar | Raffaele Marciello    |    | 14  | 18  | 11  | Rit | 9   | 8   | 2   | 5   | 64    | 5°  |
| 2024 | BMW M Team WRT | Hypercar | Dries Vanthoor        | 15 | 14  | 18  | 11  | Rit | 9   | 8   | 2   | 5   | 64    | 5°  |
| 2024 | BMW M Team WRT | Hypercar | Marco Wittmann        | 15 | 14  | 18  | 11  | Rit | 9   | 8   | 2   | 5   | 64    | 5°  |
| 2024 | BMW M Team WRT | Hypercar | Robin Frijns          |    | 10  | 6   | 13  | Rit | 14  | 13  | Rit | Rit | 64    | 5°  |
| 2024 | BMW M Team WRT | Hypercar | René Rast             |    | 10  | 6   | 13  | Rit | 14  | 13  | Rit | Rit | 64    | 5°  |
| 2024 | BMW M Team WRT | Hypercar | Sheldon van der Linde | 20 | 10  | 6   | 13  | Rit | 14  | 13  | Rit | Rit | 64    | 5°  |
| 2025 | BMW M Team WRT | Hypercar |                       |    | QAT | IMO | SPA | LMN | SAO | USA | FUJ | BHR | 63*   | 2°* |
| 2025 | BMW M Team WRT | Hypercar | Kevin Magnussen       | 15 | 4   | 6   | 10  |     |     |     |     |     | 63*   | 2°* |
| 2025 | BMW M Team WRT | Hypercar | Raffaele Marciello    | 15 | 4   | 6   | 10  |     |     |     |     |     | 63*   | 2°* |
| 2025 | BMW M Team WRT | Hypercar | Dries Vanthoor        | 15 | 4   | 6   |     |     |     |     |     |     | 63*   | 2°* |
| 2025 | BMW M Team WRT | Hypercar | Robin Frijns          | 20 | 7   | 2   | Rit |     |     |     |     |     | 63*   | 2°* |
| 2025 | BMW M Team WRT | Hypercar | René Rast             | 20 | 7   | 2   | Rit |     |     |     |     |     | 63*   | 2°* |
| 2025 | BMW M Team WRT | Hypercar | Sheldon van der Linde | 20 | 7   | 2   |     |     |     |     |     |     | 63*   | 2°* |

* Stagione in corso

## Palmarès
- 1  6 Ore di Watkins Glen: (2023)